# Empoasca
Empoasca es un género de insectos del orden hemípteros que pertenecen a la familia Cicadellidae, subfamilia Typhlocybinae. Contiene 11 subgéneros con numerosas especies; el número total no está determinado porque el género necesita profundas revisiones. La mayoría se alimentan de una gran variedad de plantas. Varias especies son plagas de la agricultura. Empoasca fabae es migratoria. Son de distribución casi mundial.

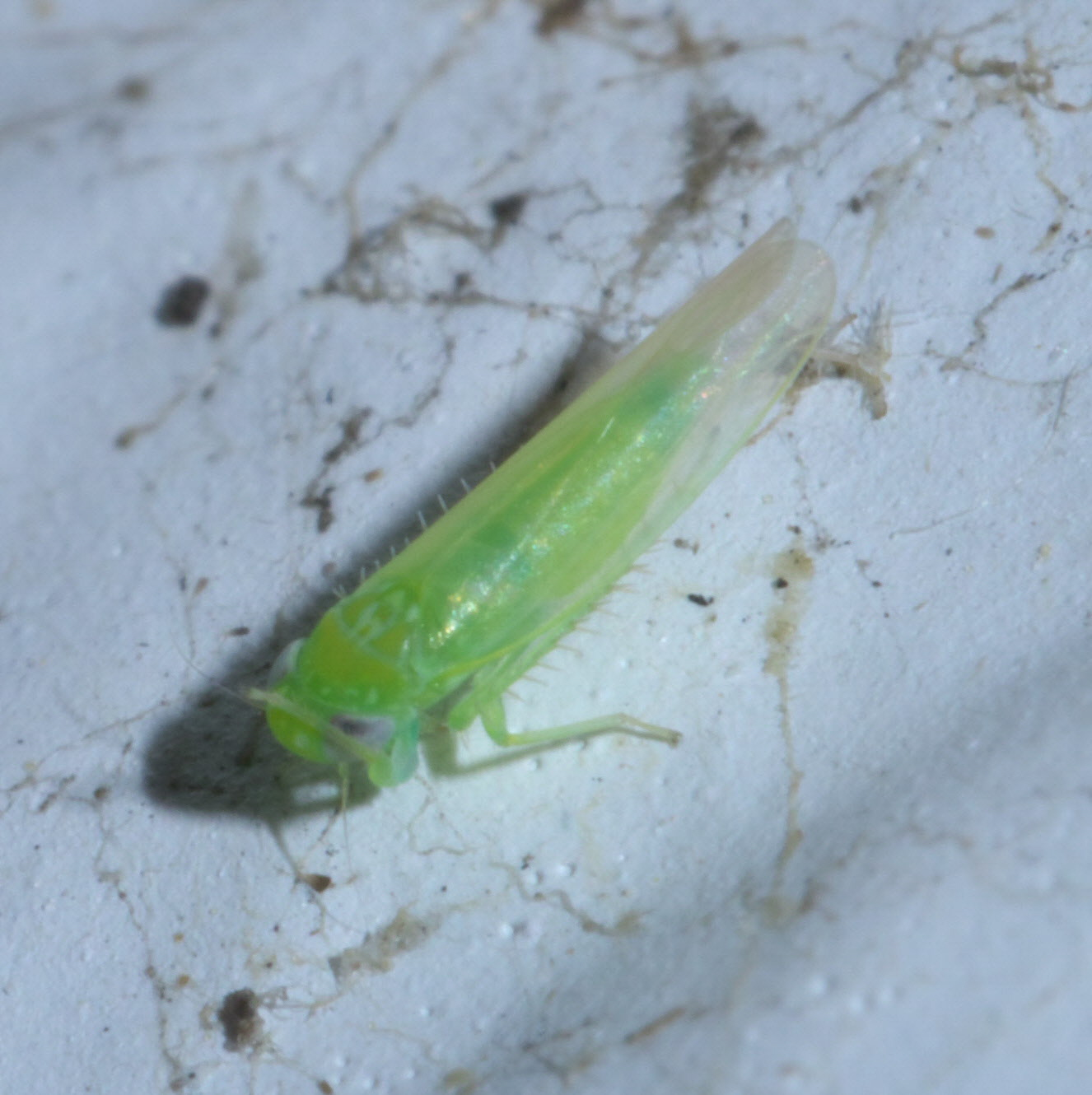
Empoasca fabae

## Especies
- Empoasca affinis Nast, 1937
- Empoasca alsiosa Ribaut, 1933
- Empoasca apicalis (Flor, 1861)
- Empoasca canariensis Metcalf, 1955
- Empoasca decipiens Paoli, 1930
- Empoasca fabae Harris, 1841
- Empoasca irenae Anufriev, 1973
- Empoasca kontkaneni Ossiannilsson, 1949
- Empoasca kraemeri
- Empoasca ossiannilssoni Nuorteva, 1948
- Empoasca pteridis (Dahlbom, 1850)
- Empoasca punjabensis Singh-Pruthi, 1940
- Empoasca serrata Vilbaste, 1965
- Empoasca solani (Curtis, 1846)
- Empoasca vitis (Göthe, 1875)